# Бюст Антиноя (Гатчина)
Бюст Антиноя в Белом зале Большого Гатчинского дворца — древнеримский мраморный скульптурный портрет Антиноя, фаворита и возлюбленного римского императора Адриана. Бюст был создан после трагической гибели юноши в 130 году как один из множества аналогичных портретов в рамках его посмертного культа. Он был найден на раскопках виллы Адриана в Тиволи и куплен Иваном Шуваловым. При императоре Павле I бюст стал частью аллегорической композиции, предваряющей вход в Тронный зал Гатчинского дворца.

## Описание
Гатчинский бюст имеет каноничные черты изображения Антиноя: слегка наклонённая влево голова, крупные, строгие черты округлого лица, крупные растрёпанные локоны волос, большой прямой нос, пухлые губы, прямые расчерченные волосками брови, мечтательное, задумчивое и меланхоличное выражением глаз. По характеру причёски выделяют три типа портретов Антиноя: основной, мондрагонский и египетский. Данный бюст относится к первому.

## История

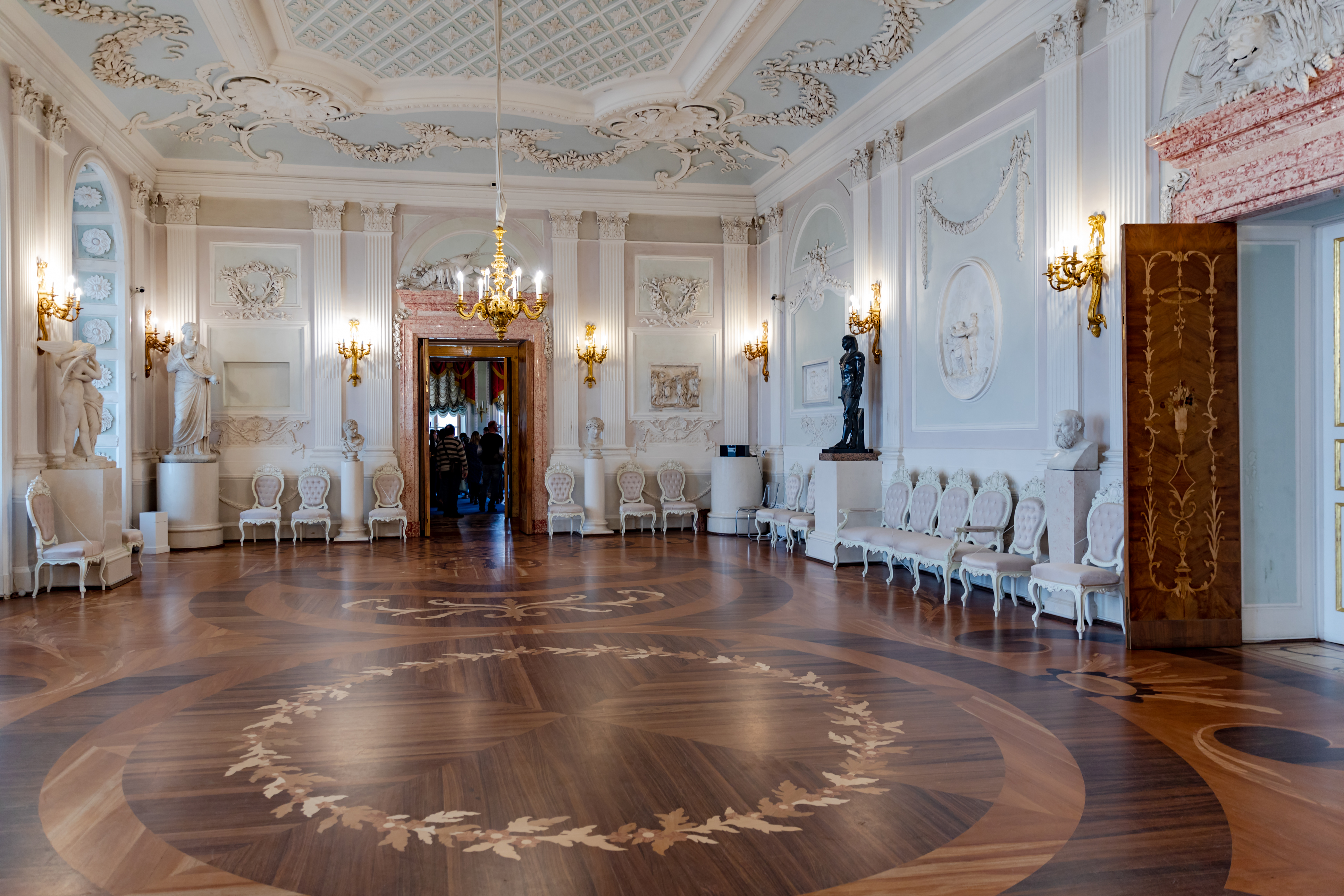
Белый зал: бюсты Каракаллы, Антиноя и статуя Антиноя-Осириса

Греческий юноша Антиной был фаворитом и возлюбленным римского императора Адриана. Он трагически погиб в 130 году н. э. во время их путешествия в Египте, утонув в Ниле. Император очень горевал по утрате и учредил религиозный культ Антиноя, объявив его богом. До самой смерти Адриана в 138 году н. э. по всей стране создавались многочисленные скульптурные портреты греческого юноши.
Данный мраморный бюст был найден собирателем древностей Гэвином Гамильтоном при раскопках руин виллы Адриана в Тиволи, которая была последней резиденцией императора и где было обнаружено множество ценных античных статуй. Далее, согласно письму Гамильтона к Чарльзу Таунли 1779 года, тот продал её Ивану Шувалову. Точно неизвестно когда бюст попал в Большой Гатчинский дворец под Санкт-Петербургом. Вероятно скульптура изначально предназначалась для коллекции графа Григория Орлова. Шувалов делал приобретения для собраний других людей. Предполагается, что скульптура была куплена им вместе с головой Каракаллы в 1771 году. Достоверно известно, что при Павле I они уже были размещены в Белом зале Гатчинского дворца, о чём свидетельствует опись 1796 года, в которой упомянуто о нахождение восьми мраморных бюстов в этом помещении. В плане эвакуации 1812 года бюсты Антиноя и Каракаллы были отмечены императрицей Марией Фёдоровной как особо ценные и требующие бережного сохранения. Восемь бюстов в Белом зале фиксировались различными источниками и в дальнейшем в конце XIX века и в предвоенный период.
В годы Второй мировой войны Большой Гатчинский дворец был разрушен. Однако бюсты Антиноя и Каракаллы удалось спасти, закопав в землю. После восстановления Белого зала в 1988 году они были возвращены на свои исторические места — по бокам от двери, ведущей в Аванзал через проходную Ринальдини.
В XVIII веке в Россию также были привезены ещё два античных бюста Антиноя, ныне хранящиеся в Эрмитаже: бюст Антиноя-Меркурия и бюст Антиноя-Диониса.
В Белом зале находится ещё одно изображение Антиноя — статуя в образе Осириса из чёрного мрамора. Она является копией XVIII века с античной статуи II века н. э., найденной на вилле Адриана в Тиволи и хранящейся сейчас в Египетском музее Ватикана. Статуя из чёрного мрамора вместе с парной к ней скульптурой «египтянки» была также приобретена Шуваловым для Орлова.

## В интерьере дворца

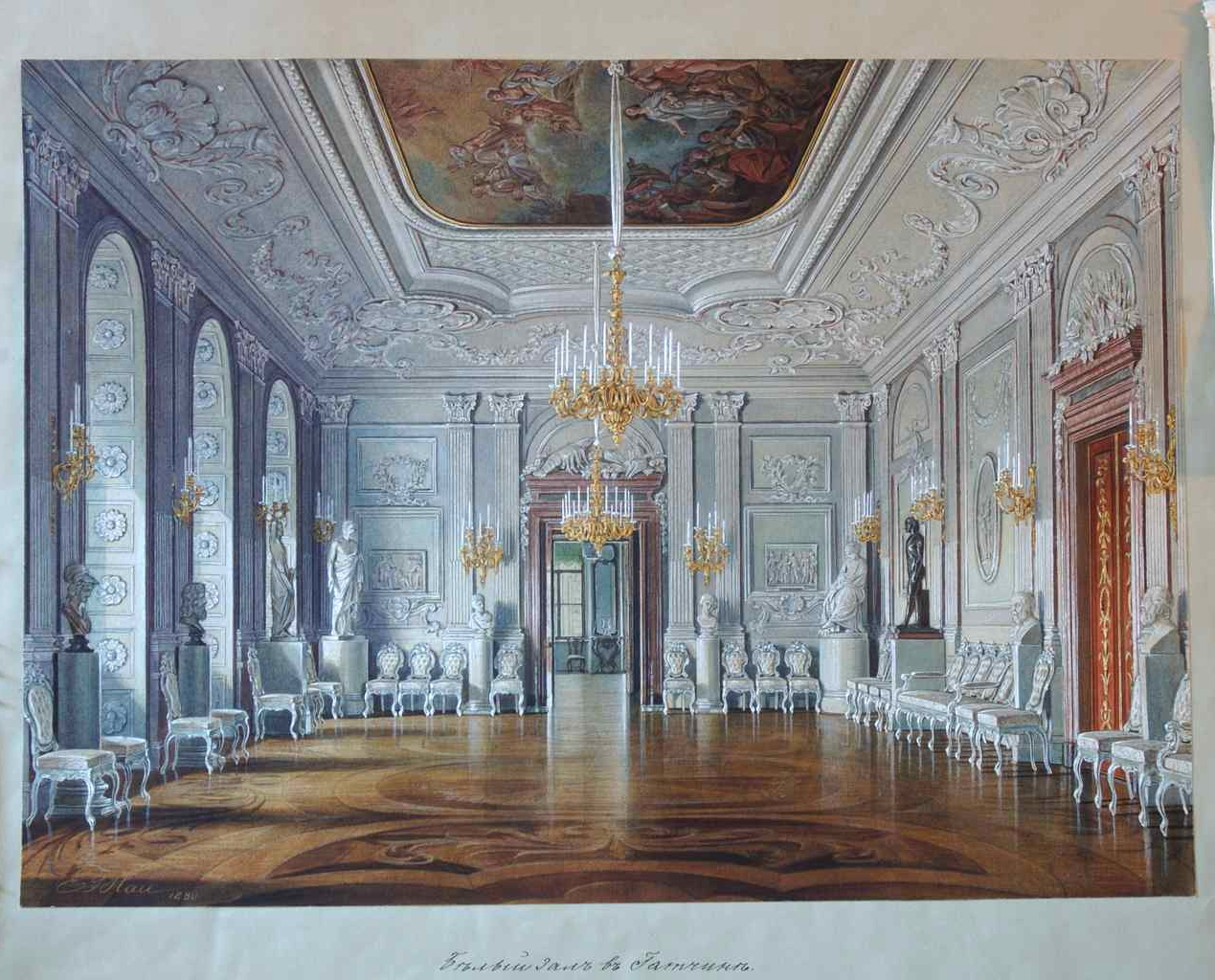
Белый зал. 1880 г. Э. П. Гау

Белый зал Гатчинского дворца был создан для Георгия Орлова архитектором Антонио Ринальди в стиле рококо. Павел I перестроил помещение, сделав его преддверием Тронного зала. Автором проекта выступил архитектор Винченцо Бренна. Бюст Антиноя стал частью часть сложной аллегорической композиции из скульптуры и живописи, что является характерным отражением вкусов «императора-романтика».
Потолок зала украшен живописным плафоном «Геркулес на распутье между Пороком и Добродетелью». Этот известный мифологический сюжет отражает философскую проблему выборы между наслаждением (любовью) и добродетелью (долгом). Украшения стен зала развивают данную тему. В частности бюсты Антиноя и Каракаллы образуют семиотическую пару. Антиной символизирует добродетель — он был обожествлён за свои достоинства, а жестокий римский император Каракаллы — порок. Таким образом в сочетании с другим убранством зала бюсты входят во вторую аллегорическую ость помещения, образованную дверью в Аванзал и камином на противоположной стене (первая проходит через дверь в тронный зал).